# Automobiles Antony

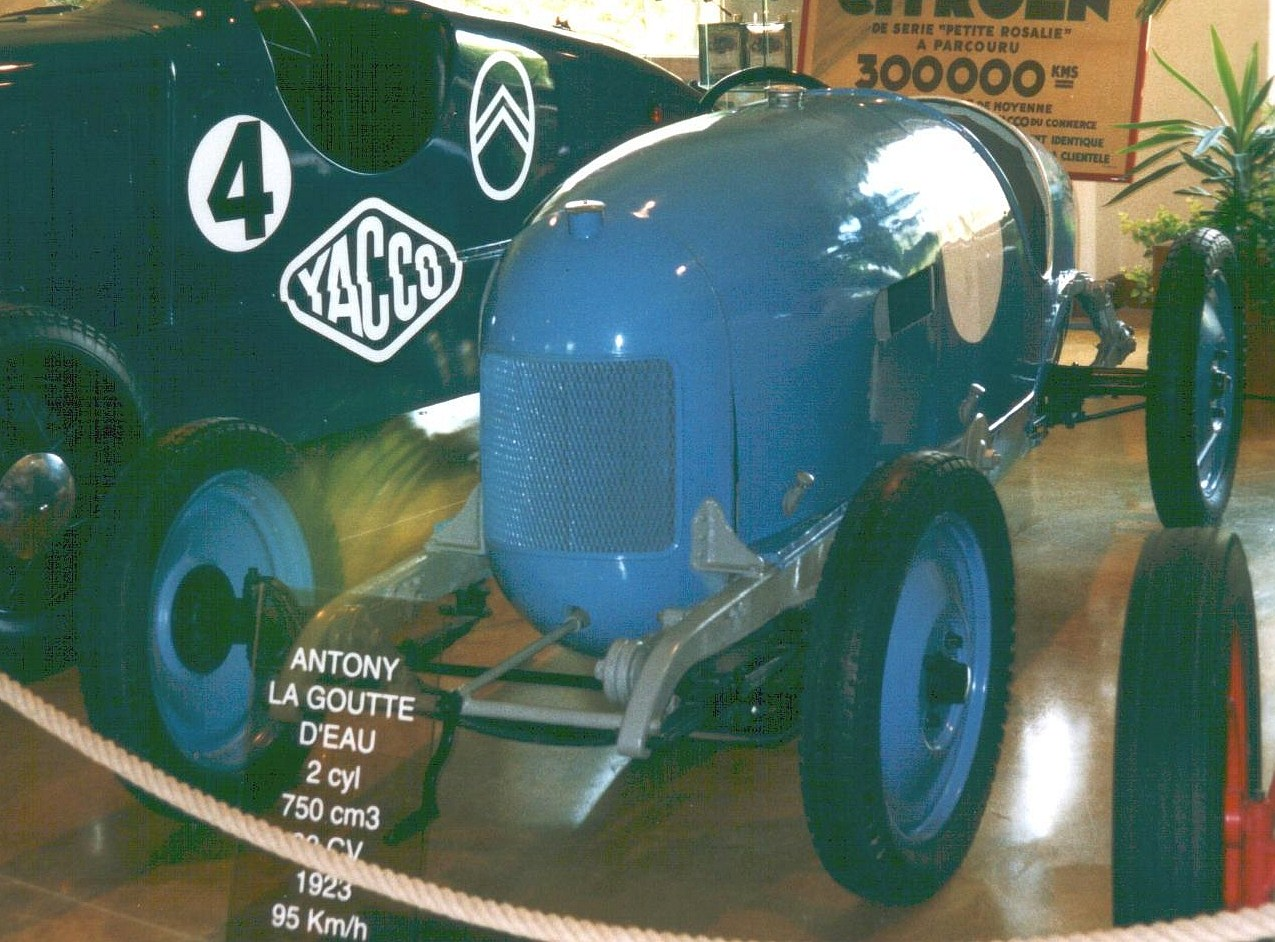
Antony von 1923

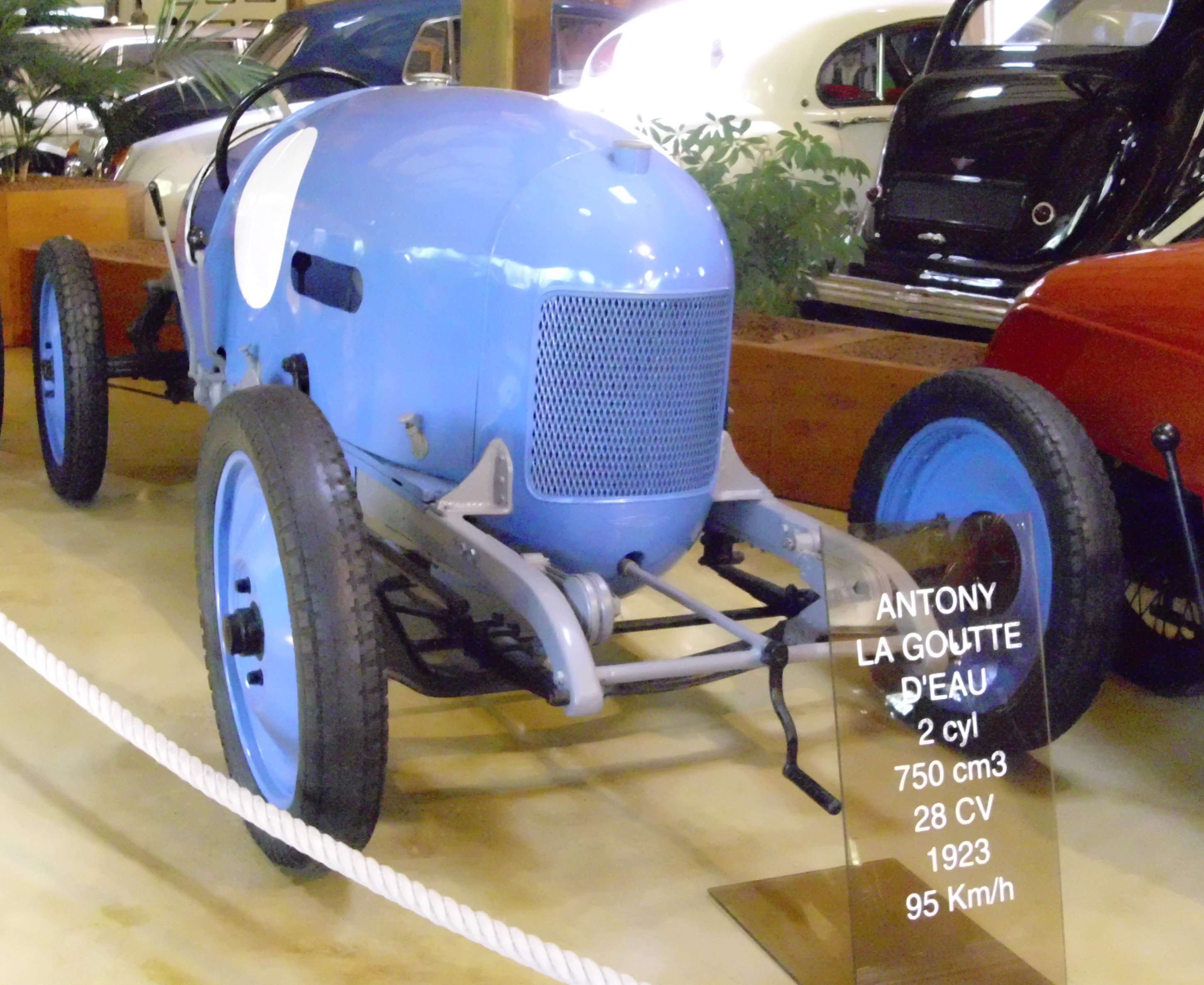
Antony von 1923

Automobiles Antony war ein französischer Hersteller von Automobilen.

## Unternehmensgeschichte
Louis-Auguste Antony (1885–1958) gründete 1921 das Unternehmen in Douai zur Produktion von Automobilen. Der Markenname lautete Antony. 1932 endete die Produktion. Insgesamt entstanden etwa 50 Fahrzeuge, von denen zwei noch existieren.

## Fahrzeuge
Im ersten Modell sorgte ein Vierzylindermotor von Ruby mit 1095 cm³ Hubraum für den Antrieb. Darauf folgte ein Modell mit einem Einbaumotor von CIME mit OHC-Ventilsteuerung und 1494 cm³ Hubraum. 1924 stand ein Modell mit einem Achtzylinder-Reihenmotor von CIME im Katalog, von dem allerdings kein Exemplar gefertigt wurde. Standardkarosserie vieler Modelle war ein viersitziger Tourenwagen. Im Angebot standen auch Kleinwagen mit Motoren von Hannisard mit 350 cm³ und 500 cm³ Hubraum. Daneben entstanden Rennwagen.